# Martin Kabátník
Martin Kabátník (1428 – 2. února 1503 Litomyšl) byl český cestovatel a spisovatel, člen Jednoty bratrské.
Roku 1490 byl členem poselstva Jednoty bratrské, které bylo vypraveno pod patronátem Bohuše II. Kostky z Postupic z Litomyšle do Jeruzaléma a Egypta, aby tam hledalo původní křesťanské církve, které se nezpronevěřily původnímu křesťanskému poslání. Toto byla víceméně snaha Jednoty vyřešit vlastní problémy nalezením původního křesťanství, které by přijala jako morální autoritu.

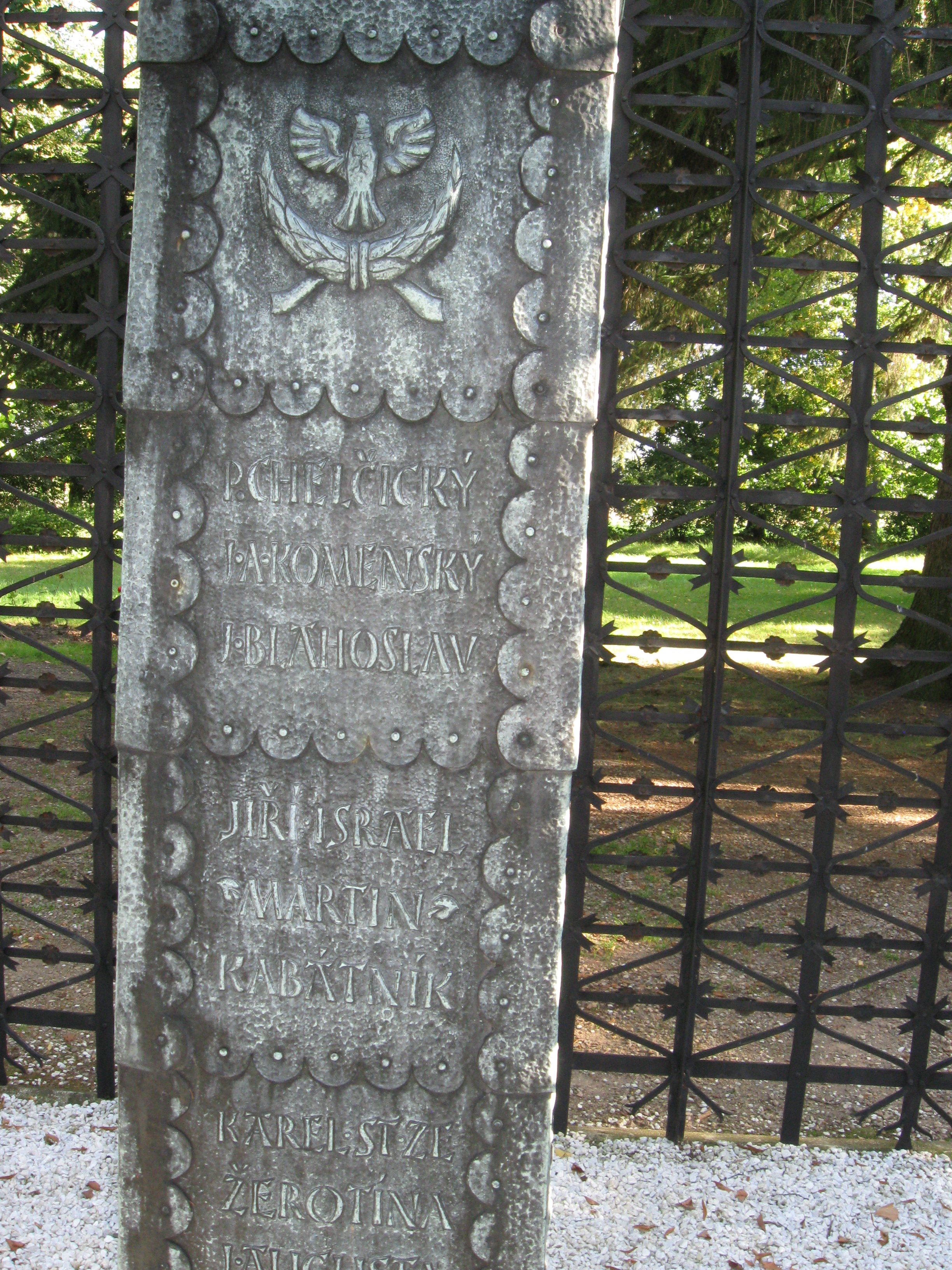
Růžový palouček v Újezdci. Pamětní sloup.

## Dílo
- Cesta z Čech do Jeruzaléma a Egypta (Cestopis, též Kabátníkův cestopis) – při hledání církve projel Malou Asii, Egypt, Jeruzalém, Sýrii a Palestinu. Tuto cestu popsal velmi věrohodně, přestože se dopustil řady zeměpisných a etnografických chyb. Nejedná se o chyby úmyslné či přikrášlující, ale o chyby pramenící z neznalosti. Z cesty se vrátil koncem roku 1492. Své dílo později nadiktoval jistému Adamovi, bakaláři, měšťanovi a městskému písaři z Litomyšle.

## Charakteristika cestopisu
Jak poznamenává Lucie Storchová ve své práci, chová Kabátník, odhlédneme-li od celkově negativního obrazu cestování, k Orientu velký obdiv. Krása paláců i prostých domů, velikost a výstavnost města, čistota, fungující správa Arabů a milosrdný vztah k vězňům, drahé oděvy i čistota tureckých veřejných lázní a prevétů (záchodů) jsou jedním z charakteristických prvků „Kabátníkova“ Orientu. A právě tyto popisy místních reálií odlišuje Kabátníkův cestopis od starších textů, kde Orient plnil jen roli pestré scenérie a důraz byl kladen pouze na vlastní putování epického hrdiny.

#### Prameny
- Cestopis (tzv. Rukopis metropolitní kapituly), s. d., s. l.
- Cesta z Čech do Jeruzaléma a Egypta Martina Kabátníka z Litomyšle a na té cestě sepsání rozličných zemí, krajin, měst a způsobův jich i také obyčejův lidí vnově vytištěná. Léta Páně 1539, s. l. (Litomyšl) – nejstarší známé tištěné vydání.

#### Edice pramenů
- Martina Kabátníka cesta z Čech do Jerusalema a Kaira. R. 1491 – 92, ed. Justin Prášek Praha 1894. (Edice tzv. rukopisu metropolitní kapituly).
- Martin Kabatník, Cesta do Jeruzalema. In: Cesty do Svaté země. Ze starých českých cestopisů vybral a upravil Josef Dostál. Praha 1948. S. 7 – 24.
- Cesta z Čech do Jeruzaléma a Egypta Martina Kabátníka z Litomyšle a na té cestě sepsání rozličných zemí, krajin, měst a způsobův jich i také obyčejův lidí vnově vytištěná. Léta Páně 1539 (Litomyšl). In: Mezi houfy lotrův se pustiti. České cestopisy o Egyptě 15.–17. století, ed. Lucie Storchová, Praha 2005. S. 1 – 18.